# Provincia de Koh Kong
La Provincia de Koh Kong es una provincia del Reino de Camboya ubicada en el suroccidente del país. Los límites de la misma son: N Provincia de Pursat, E Provincia de Kompung Speu y Provincia de Kompot, S Ciudad de Sihanoukville y Golfo de Tailandia, O Golfo de Tailandia y Tailandia. La palabra Koh significa Isla en Idioma jemer. La capital es la Ciudad de Koh Kong.

## Historia
Koh Kong es famosa porque fue uno de los fuertes de los Jemeres rojos, los cuales sembraron de minas antipersonales su parte norte montañosa. En la actualidad es un paso obligado de los viajeros y turistas que recorren el Golfo de Tailandia entre Vietnam y Tailandia. Es también una vía comercial importante.

## Geografía
La Provincia está completamente ligada al Golfo de Tailandia. Para llegar allí desde la capital, Phnom Penh, es necesario pasar el mar, pues sus carreteras son regulares. Su territorio septentrional está cruzado por las Montes Cardamomos que la separa de la Provincia de Pursat. Además en esa región montañosa, todavía no está limpio el terreno de minas antipersonales. La región conserva grandes reservas ecológicas en su parte norte. La población se ubica especialmente al sur, de cara al mar. La capital provincial no es una población muy significativa, pero los balnearios y otras actividades acuáticas atraen a propios y visitantes.

## División política
La Provincia se divide en ocho distritos:
- 0901 Botum Sakor
- 0902 Kirí Sakor
- 0903 Ciudad de Koh Kong (la capital de la provincia)
- 0904 Smach Mean Chey
- 0905 Mondol Seimá
- 0906 Srae Ambel
- 0907 Thma Bang
- 0908 Kompung Seilá

## Economía
La provincia ha sido escenario de un proyecto de desarrollo portuario chino-camboyano en Dara Sakor. Está previsto que el proyecto se extienda por 45.000 hectáreas e incluya casinos, campos de golf y complejos turísticos. Un tramo de 20 kilómetros de costa se convertirá en un puerto de aguas profundas para acoger cruceros y mercancías. 
Cerca del puerto, un aeródromo con una pista de 3.400 metros es más largo de lo necesario para los vuelos comerciales, mientras que sus bahías de giro son demasiado pequeñas para los aviones civiles, por lo que los analistas sospechan que el proyecto portuario es una colaboración civil-militar camboyana-china que permitirá a la marina china utilizar las instalaciones como base de operaciones avanzada. En respuesta a las preocupaciones de Estados Unidos, el primer ministro Hun Sen ha negado la acusación, señalando que la constitución camboyana "...no tiene ninguna disposición para albergar bases militares extranjeras en su suelo".